# Константин Казански
Константин Рачев Казански е певец, музикант, автор, композитор, изпълнител, аранжьор, музиколог, музикален и артистичен директор, поет, френски възпитаник от български произход. Почетен гражданин на град Свищов.

## Биография
Роден е в град Свищов (от 2002 година е негов почетен гражданин) на 1 юли 1945 г. Баща му, проф. Рачо Казански, е преподавател по френски език и синът израства в двуезично семейство. Фамилното име произлиза от родното място на бащата – село Казанка, Старозагорско. Учи пиано от 7-годишна възраст и успешно завършва детската музикална школа. През 1960 г. семейството се премества в София. Петнадесетгодишен, той влиза в театралния и поетичен кръг на видните театрални декоратори Ангел и Боянка Ахрянови. Оттогава поддържа постоянна връзка с някои от най-известните български поети и театрали: Христо Фотев, Константин Павлов, Стефан Цанев. Но мечтата му да стане театрален режисьор не се сбъдва – както Вертински, той не е приет в театралната академия заради „неправилно“ произнасяне на звука „р“.
Дебютира през лятото на 1963 г. по столичните концертни сцени, а през есента на същата година, вече в казармата, създава заедно с Григорий Спасов и Симеон Ляпчев – бъдещите основатели на група „Везни“ – войнишката група „Звездите“.
През 1965 г. е приет в школата за поп певци при БНР.
От 1965 до 1969 г. Казански е много популярен певец – изпълнител на френски песни и един от първите в България на авторски песни. Звукозаписната му дейност е свързана предимно с орк. "Балкантон" с диригент Димитър Ганев.  На 24 септември 1966 г. изнася съвместен концерт с Нина Светославова в зала „България“ и успехът е толкова голям, че следват 150 издания в България и 40 по време на концертно турне в Русия. Гастролира в Румъния, Полша (фестивала в Сопот през 1966 г.) и СССР (шестседмично турне през 1967 г.). В същото време той е студент по международни отношения във Висшия икономически институт „Карл Маркс“ в София, който не завършва, тъй като от 1971 г. живее в Париж.
Пропускайки възможността за дипломатическа кариера, Казански става артист-самоук на свободна практика във Франция. В началото на 1970-те заминава като басист на работа в увеселителни заведения в Порторж и Анверс. Сред другите си занимания той започва да изпълнява в руските кабарета в Париж свои песни, по текстове на руски поети. Там е забелязан и поканен за сътрудничество от членовете на известната циганска артистична фамилия Димитриевич – отначало от Соня, след това от Валя и Альоша. В периода 1971 – 1978 г. Казански работи с тях не само като акомпанятор, но също така и като солист, което е безпрецедентно за тази трупа. Така, започнал в детството си с класика, преминал през опита на поп концертите, може да се каже, че в Париж той получава образование в „цигански факултет“. По инициатива на Михаил Шемякин Казански осъществява записите на грамофонни плочи на Альоша Димитриевич (1976) и Владимир Поляков (1977).
През 1978 г. е публикувано неговото есе „Cabaret russe“ („Руско кабаре“), поръчано от издателство Olivier Orban, което му създава неочакваната репутация на „музикален циганолог“.
Успоредно с това написва музиката на две „Дунавски сюити за пиано и оркестър“, клавирни пиеси, записва грамофонна плоча с някои от своите песни на френски и работи като музикален директор на издателство JAP.
Чувайки изпълнението му с групата Димитриевич през 1975 г., Владимир Висоцки го кани да участва в записите на първата му френска плоча. От този момент Казански е неизменният аранжьор на всички записи на Висоцки във Франция, акомпанятор на концертите му, както и в телевизионни и радио програми.
През 1980 г. Казански, по покана на хореографа Лорка Масин (син на Леонид Масин), пише музиката за балета „Vendetta“ за компанията Makarova & Co на балерината Наталия Макарова, чиято световна премиера се състои в театър „Юрис“ (сега „Гершуин“) в Ню Йорк на Бродуей през октомври същата година. Заедно със съпругата си Вероник Кодоблан (наследница на румънски музикален род с международна известност) е поканен за рецитал-ретроспекция на европейската поетична песен на най-големия френски песенен фестивал – „Буржка пролет“.
В началото на 1980-те композира музиката към балета „Вендета“ по хореография на Лорка Масин, включен през октомври 1980 г. като финал на спектакъла в театър „Uris“ на Бродуей (Ню Йорк). През 1980-те години работи предимно като организатор на престижни музикални мероприятия във Франция (Париж, Монте Карло), като музиколог (Национално радио „Франс Интер“, Радио „Франс Кюлтюр“, 3-ти телевизионен канал), музикален редактор (на 5-и телевизионен канал), диригент на забавен „виенски“ оркестър, пише статии за специализираната музикална преса.
През 1984 г. гастролира със съпругата си и Альоша Димитриевич в САЩ.
През 1987 година заедно със съпругата си създава хор „Казански хор“, дава самостоятелни концерти в зала „Олимпия“ (1991 г.), Кралската консерватория в Брюксел и Фестивалната палата в Кан (1993 г.), прави турне в Бразилия (1995 г.).
През 1997 г. Софийското университетско издателство „Св. Климент Охридски“ издава неговата стихосбирка на български език „Писма от Париж“.
От 1996 до 2011 г. интензивно сътрудничи на френския отдел на „Рийдърс Дайджест“, за който реализира серия записи с Марина Влади, със съпругата си Вероник Кодолбан, с дъщеря им Хюмейра Казански, както и с негово собствено изпълнение.
През 2006 г. създава музикалната концепция на пиесата „Владимир, или прекъснатия полет“ с Марина Влади и участва в него (представления в Париж през 2006 г. и 2008 г.; турнета в Русия – 2009 г. и 2012 г.).
През 2007 г., по покана на известния руски автор и изпълнител Юрий Шевчук, Казански е аранжьор и музикален директор на парижкия му компакт-диск „L'Echoppe“ („Лавката“).
През 2009 г. видният български актьор Стоян Алексиев го кани за съвместно изпълнение на спектакъла „Роден в Европа, на нашата улица“ (театър „Сълза и смях“ в София и на турне). Казански играе откъси от ролите, които Алексиев вече е изпълнявал успешно: Галилео (Брехт), Мефистофел (Пол Валери).
В България Константин Казански става известен с хитовите песни „Викам твоето име“ (1964), „Изгубена любов“ (1965) и „Малък принц“ (1966), но след като емигрига във Франция, те са забранени.

## Дискография
- 1976 – „Aliocha Dimitrievitch“ (LP, Polydor, 2393 149, Франция) – аранжировка, ръководител на оркестъра, артдиректор.
- 1977 – „Valia Dimitrievitch: „Valia“ (LP, CY Records, CYL 6433, Франция) – аранжировка, акомпанимент.
- 1977/ 1981 – „Vladimir Vissotski. Le nouveau chansonnier international U.R.S.S.“/ „Chanson des temps nouveaux“ (LP, LE CHANT DU MONDE, LDX 74581 (XA1A 74581), Франция) – аранжировка, акомпанимент.
- 1981 – „Vladimir Vissotsky. La corde raide“ (LP, Polydor, 2473 077, Франция) – аранжировка, ръководител на оркестъра, артдиректор.
- 1981 – „Vladimir Vissotski. Le vol arrêté“ (2LP, LE CHANT DU MONDE, LDX 74 762/63 (XE1D 74 762/63), Франция) – аранжировка, акомпанимент.
- 1981 – „Vladimir Poliakoff. Chants Tziganes et Russes“ (LP, „RCA“, PL 37274, Франция) – аранжировка, ръководител на оркестъра, артдиректор.
- 1993 – „Le Choeur Kazansky. Palé Reka“ (CD, Museum) – аранжировка, ръководител на хора и оркестъра, артдиректор.
- 1999 – „Eternelle Russie“/ „Mélodies russes d'hier et d'aujourd'hui“ (CD, Sélection Readers Digest) – аранжировка, изпълнител.
- 2008 – „Юрий Шевчук & Константин Казански. L'Echoppe“ (CD, Navigator, NR 2808 CDp) – аранжировка, ръководител на оркестъра.

### Българска дискография

#### Малки плочи
- 1964 – „Покана за танц“/ „Викам твоето име“ (SP, Балкантон – ВТК 2770)[4]
- 1964 – „Поне едно писмо“/ „Ела на тоя бряг“ (SP, Балкантон – ВТК 2786)[5]
- 1964 – „Морето“/ „Тези чудни очи“ (SP, Балкантон – ВТК 2787)[6]
- 1964 – „Поне едно писмо“ (SP, Балкантон – ВТВ 10118)[7]
- 1964 – „Викам твоето име“ (SP, Балкантон – ВТВ 10109)[8]
- 1964 – „Морето“ (SP, Балкантон – ВТВ 10121)[9]
- 1964 – „Тези чудни очи“ (SP, Балкантон – ВТВ 10123)[10]
- 1965 – „Изпълнения на Константин Казански“ (EP, Балкантон – ВТМ 5796)[11]
- 1968 – „Малък принц“ (SP, Балкантон – ВТВ 10203)[12]